# Marjaniwka (obwód kijowski)
Marjaniwka (ukr. Мар'янівка) – wieś na Ukrainie, w obwodzie kijowskim, w rejonie buczańskim. W 2001 liczyła 54 mieszkańców.